# Siervas Mínimas de la Santísima Trinidad
El Instituto Hermanas Siervas Mínimas de la Santísima Trinidad (oficialmente en italiano: Istituto delle Suore Ancelle Minime della Santissima Trinità) es una congregación religiosa católica femenina, de vida apostólica y de derecho pontificio, fundada por la italiana Eleonora Ramírez de Montalvo, en Florencia, el 12 de junio de 1650. Las religiosas de este instituto son conocidas como siervas mínimas trinitarias o simplemente como montalvas.

## Historia

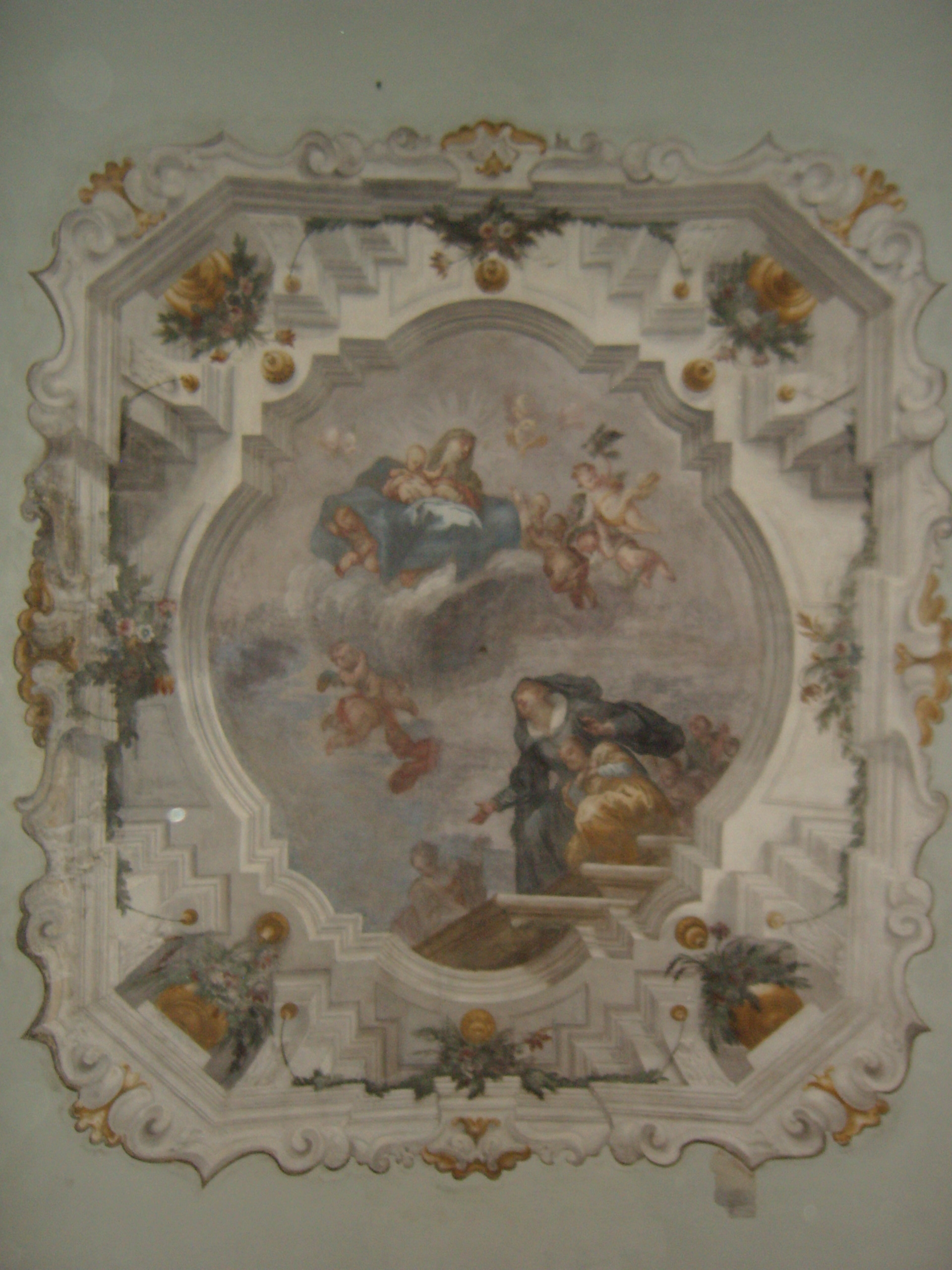
Eleonora Ramírez de Montalvo presenta a la Virgen las Siervas Mínimas Trinitarias. Fresco en el techo del oratorio de San José en Florencia.

Eleonora Ramírez de Montalvo, luego de haber fundado las Siervas de la Divina Encarnación, para la educación de las jóvenes y niñas pobres, en Florencia (1630), fundó el 12 de junio de 1650, una nueva comunidad de mujeres con el fin de atender a las jóvenes y niñas provenientes de la nobleza, proporcionándoles una educación cristiana, con el nombre de Siervas Mínimas de la Santísima Trinidad. Al inicio, ninguna de las dos ramas formaban una congregación sino un sodalicio de mujeres, no ligado a votos públicos. Gracias a ese estado, lograron sobrevivir a las leyes de supresión implantadas durante el período de formación del Reino de Italia (1861).
En 1886, las dos ramas de las montalvas se unieron en un solo instituto, conservando el nombre de las Siervas Mínimas de la Santísima Trinidad. El arzobispo de Florencia, Elia Dalla Costa, convirtió el sodalicio en una congregación de votos públicos de derecho diocesano. El mismo recibió los votos de las primeras religiosas en 1939. Dalla Costa aprobó sus constituciones en 1941.
La congregación recibió el decreto de alabanza de parte del papa Pío XII, el 15 de mayo de 1956, convirtiéndose entonces en una congregación de derecho pontificio. Desde el 28 de enero de 1974, las Siervas Mínimas Trinitarias se afiliaron a la Orden de la Santísima Trinidad y de los Cautivos, bajo el generalato de Ignacio Vizcargüénaga Arriortua.

## Organización
El Instituto Hermanas Siervas Mínimas de la Santísima Trinidad es una organización católica internacional y centralizada, de derecho pontificio, cuyo gobierno es ejercido por una superiora general. La casa central del instituto se encuentra en Florencia (Italia).
Las montalvas se dedican a la instrucción y educación cristiana de la juventud. En 2015 contaban con solo 10 religiosas y una única casa en Florencia, Italia. Su actual superiora es la religiosa italiana Vincenza Vardelli.